# رودريغو غوميز (لاعب كرة قدم مواليد 1968)
رودريغو غوميز (بالإسبانية: Rodrigo Gómez)‏ هو لاعب كرة قدم تشيلي في مركز الدفاع، ولد في 25 يناير 1968 في تشيلي. شارك مع منتخب تشيلي لكرة القدم. أما مع النوادي، فقد لعب مع نادي أونيفرسيداد كاتوليكا ونادي بالستينو.

## وصلات خارجية
- رودريغو غوميز (لاعب كرة قدم مواليد 1968) على موقع قاعدة بيانات كرة القدم.إي يو (الإنجليزية)
- رودريغو غوميز (لاعب كرة قدم مواليد 1968) على موقع ناشيونال فوتبول تيمز (الإنجليزية)
- رودريغو غوميز (لاعب كرة قدم مواليد 1968) على موقع عالم كرة القدم.نت (الإنجليزية)